# Bill Blair (politiker)
William Sterling "Bill" Blair, född 1954, är en kanadensisk politiker för Kanadas liberala parti. Han är Kanadas försvarsminister sedan 26 juli 2023.
Blair var polischef i Toronto mellan 2005 och 2015.